# ادیگون
ادیگون (به انگلیسی: Adigon) در هند است که در کارناتاکا واقع شده‌است.